# برنزفیلد
برنزفیلد (به انگلیسی: Berinsfield) یک روستا و محله مدنی در بریتانیا است که در آکسفوردشر جنوبی واقع شده‌است. برنزفیلد ۳٫۷۳ کیلومتر مربع مساحت و ۲٬۷۰۰ نفر جمعیت دارد.